# Hypocala toana
Hypocala toana är en fjärilsart som beskrevs av Swinhoe 1915. Hypocala toana ingår i släktet Hypocala och familjen nattflyn. Inga underarter finns listade i Catalogue of Life.